# Saber Rebaï
Saber Rebaï (arabe : صابر الرباعي), né le 13 mars 1967 à Sfax, est un chanteur et compositeur tunisien.

## Biographie
Né dans une famille sfaxienne aimant et pratiquant la musique, il est initié à l'oud dès l'âge de dix ans et psalmodie le Coran. Après avoir obtenu son baccalauréat, il s'installe à Tunis avec sa famille et s'inscrit à l'Institut supérieur de musique de Tunis, où il obtient une maîtrise en musicologie.
Lauréat d'un concours pour jeunes talents en 1985, il se produit pour la première fois au Festival international de Carthage. Dès les années 1990, il est sollicité à travers le Moyen-Orient et divers compositeurs et paroliers souhaitent travailler avec lui. Comme beaucoup d'artistes arabes, il parfait son art au Caire puis au Liban, où une forte médiatisation contribue à bâtir sa notoriété. Il effectue des tournées partout dans le monde — Monde arabe (dont une tournée en Palestine), Europe, Amérique, Australie ou encore Corée du Sud — et se produit dans des salles comme l'Olympia à Paris et l'opéra du Caire. Il se fait également remarquer par ses prestations et conseils lors d'apparitions à la Star Academy Moyen-Orient, et intègre le jury de The Voice Ahla Sawt avec Sherine Abdel Wahhab, Kadhem Saher et Assi Al Hillani.
Alliant le traditionnel au moderne, sa musique puise dans le patrimoine local, à l'image de ses albums Sidi Mansour et Athada el alem.

## Albums
- Yalli Bjamalek (1996)
- Hayarouni (1998)
- Sidi Mansour (2000)
- Khalas Tarak (2001)
- Alli Gara (2001)
- Sharee El Gharam (2003)
- Athada El Alem (2004)
- Bibasata (2004)
- Ajmal Nisaa El Dounia (2006)
- El Ghorba (2007)
- Waheshni Geddan (2009)
- Saber 2011 (2011)[4]
- Agmal Mokhtasar (2014)
- Anechid Al Routh (2018)

## Prix
Il reçoit plusieurs prix dont :
- le Prix de la critique au Festival de la chanson tunisienne (1996) ;
- le Prix du Micro d'or (1997)[2] ;
- le Prix présidentiel pour la meilleure œuvre culturelle en Tunisie (27 mai 2003) ;
- le titre de meilleur chanteur arabe (Beyrouth, 2004).

## Distinctions
- Commandeur de l'Ordre tunisien du Mérite (2006)[5].

## Vie privée
Il est père de trois enfants, deux (Eslam et Safa) issus de son premier mariage avec une banquière et un (Jude Hedi) issu de son second mariage avec une hôtesse de l'air, qui a lieu en mars 2013. Il est l’oncle du chanteur Ahmed Rebai.